# Matija Klimka
Matija Klimka, češki jezuit, pedagog in teolog, * februar 1594, Olomuc (Češka), † 2. julij 1653, Krems.
Bil je rektor Jezuitskega kolegija v Ljubljani med letoma 1633 in 1638.